# Plan de Hidalgo, Tlapacoyan
Plan de Hidalgo är en ort i Mexiko.   Den ligger i kommunen Tlapacoyan och delstaten Veracruz, i den sydöstra delen av landet, 210 km öster om huvudstaden Mexico City. Plan de Hidalgo ligger 552 meter över havet och antalet invånare är 312.
Terrängen runt Plan de Hidalgo är huvudsakligen kuperad, men åt nordväst är den platt. Runt Plan de Hidalgo är det ganska tätbefolkat, med 100 invånare per kvadratkilometer. Närmaste större samhälle är Tlapacoyan, 3,8 km öster om Plan de Hidalgo. I omgivningarna runt Plan de Hidalgo växer huvudsakligen savannskog.